# جزئی‌گرایی تاریخی
جزئی‌گرایی تاریخی (به انگلیسی: Historical particularism) که توسط ماروین هریس در سال ۱۹۶۸ ابداع شد، اولین مکتب فکری انسان‌شناسی آمریکایی در نظر گرفته می‌شود.
جزئی‌گرایی تاریخی که ارتباط نزدیکی با فرانتس بوئاس و رویکرد بوئاسی به انسان‌شناسی دارد، مدل فرگشت تک‌خطی را که تا زمان بوئاس بر انسان‌شناسی مسلط بود را رد می‌کرد، و استدلال می‌کرد که هر جامعه، بازنمایی جمعی از گذشته تاریخی منحصربه‌فرد خود است. بوئاس تکامل‌گرایی موازی را رد کرد، این ایده که همه جوامع در یک مسیر هستند و به همان روشی که جوامع دیگر به سطح خاص توسعه خود رسیده‌اند، رسیده‌اند. جزئی‌گرایی تاریخی نشان داد که جوامع می‌توانند از طریق مسیرهای مختلف به سطح یکسانی از تکامل اجتماعی-فرهنگی برسند.
بوئاس اظهار داشت که اشاعه، تجارت، محیط مربوطه و تصادف تاریخی ممکن است ویژگی‌های فرهنگی مشابهی را ایجاد کنند. همانطور که بواس پیشنهاد کرده است سه ویژگی برای توضیح آداب و رسوم فرهنگی استفاده می‌شود: شرایط محیطی، عوامل روان‌شناختی و پیوندهای تاریخی، که تاریخ مهم‌ترین آن‌هاست (از این رو نام مکتب نیز از همین گرفته شده است).
منتقدان جزئی‌گرایی تاریخی استدلال می‌کنند که این رویکرد ضدنظری است زیرا به دنبال ارائه نظریه‌های جهانی و قابل اجرا برای همه فرهنگ‌های جهان نیست. بوئاس معتقد بود که نظریه‌ها به محض جمع‌آوری داده‌های کافی، خودبه‌خود پدیدار می‌شوند. این مکتب فکری انسان‌شناسی اولین مکتبی بود که منحصراً آمریکایی بود و بوئاس (که مکتب فکری او را نیز شامل می‌شد) مسلماً تأثیرگذارترین متفکر انسان‌شناسی در تاریخ آمریکا بود.